# Ліси бореальних рівнин Центральної Канади
Ліси бореальних рівнин Центральної Канади (ідентифікатор WWF: NA0608) — неарктичний екорегіон тайги, розташований в Центральній Канаді.

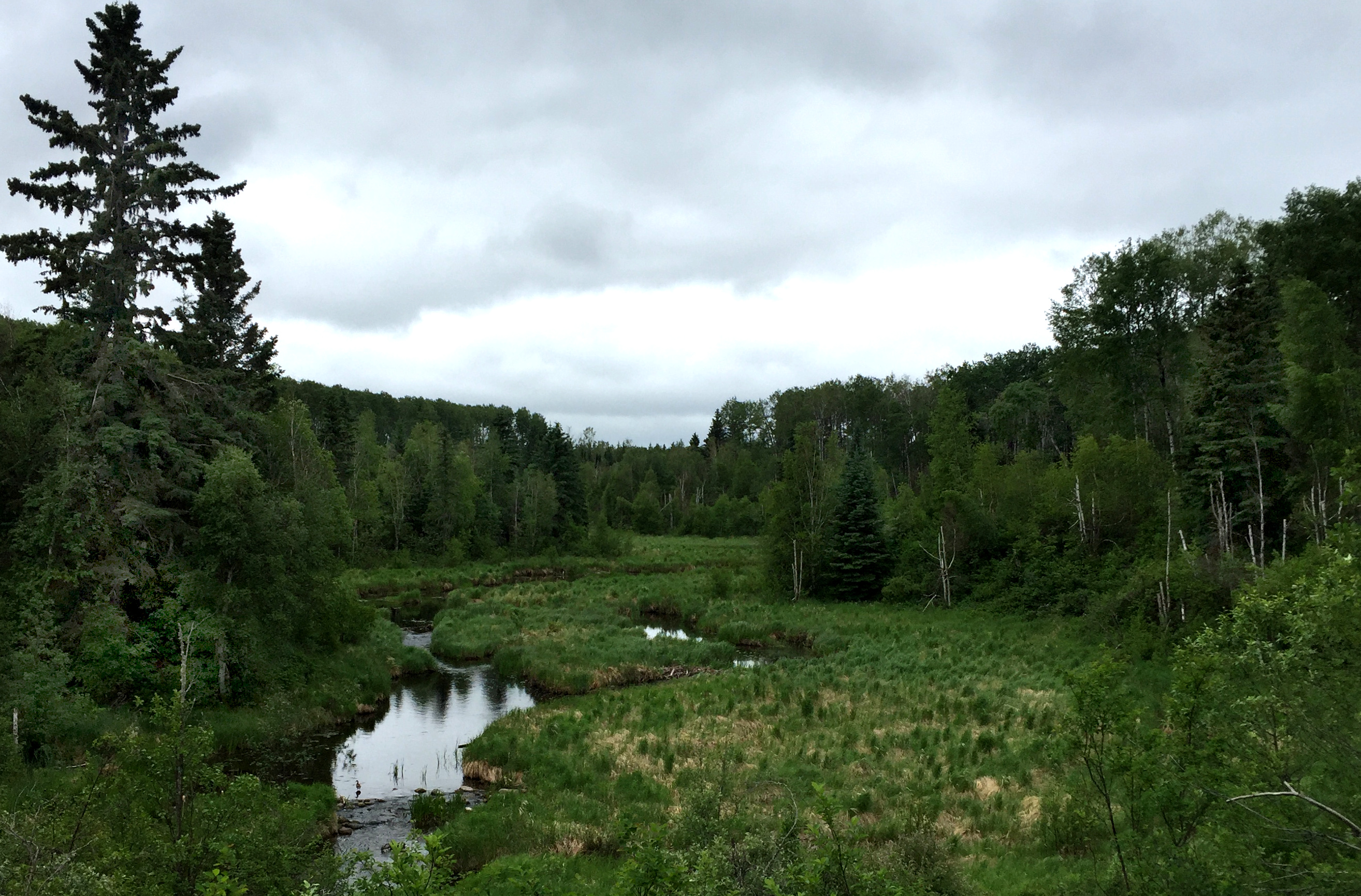
Ландшафт Національного парку Принс-Альберт (Саскачеван)

## Географія
Екорегіон лісів бореальних рівнин Центральної Канади простягається від узбережжя Великого Невільничого озера на південному сході Північно-Західних територій на південний схід через центральні райони Альберти і Саскачевану до озера Вінніпег в центральній Манітобі. Рельєф регіону представлений широкими рівнинами, які є частиною поясу Внутрішніх низовин, що простягаються з півночі на південь через центральну частину Північної Америки. Висота регіону переважно коливається від 400 до 800 м над рівнем моря. З геологічної точки зору основу низовин регіону складають палеозойські вапняки та інші осадові породи, а основу височин — більш молоді крейдові сланці. В часи останнього льодовикового періоду територія екорегіону була вкрита льодовиковим щитом, який залишив тут численні озера та льодовикові форми рельєфу, зокрема пагорби Західноманітобської височини. У низинах регіону поширені торфові болота та інші водно-болотні угіддя.
На півночі екорегіон переходить у ліси Маскуа і Великого Невільничого озера, на сході — у ліси середнього заходу Канадського щита, на заході — у ліси передгір'їв Альберти та Британської Колумбії, а на півдні — у осикові ліси та лісостепи Канади.

## Клімат
В межах екорегіону переважає субарктичний клімат (Dfc за класифікацією кліматів Кеппена), який характеризується коротким, прохолодним або відносно теплим літом та довгою, холодною зимою. Середньорічна температура в екорегіоні коливається від -2 °C до 1 °C, середня зимова температура — від -17,5 °C до -13,5 °C, а середня літня температура — від 13 °C до 15,5 °C. Середньорічна кількість опадів в регіоні коливається від 300 до 625 мм, збільшуючись на південний схід. Спорадично в низинах і торфовищах екорегіону трапляється багаторічна мерзлота.

## Флора
Основними рослинними угрупованнями екорегіону є мішані ліси, які є перехідними між хвойними лісами, поширеними на північ від регіону, та листяними лісами і луками, поширеними на південь від нього. У відносно високих та густих мішаних лісах регіону переважають американські осики (Populus tremuloides) та бальзамисті тополі (Populus balsamifera), а у пізньосукцесійних насадженнях — сизі ялини (Picea glauca), чорні ялини (Picea mariana) та бальзамисті ялиці (Abies balsamea). 
На болотах та інших погано дренованих територіях ростуть американські модрини (Larix laricina) та чорні ялини (Picea mariana), а також чагарники з родини вересових (Ericaceae), сфагнум (Sphagnum spp.) та інші мохи. У листяних лісах, що переважають на височинах, підлісок представлений різноманітними чагарниками і травами, натомість у хвойних насадженнях в підліску переважають мохи, зокрема з порядку гіпнобрієвих (Hypnales).
Важливим фактором, який впливає на рослинність регіону, є часті пожежі, що виникають від удару блискавок. Вони призводять до формування мінливої мозаїки листяних та хвойних насаджень різного віку.

## Фауна
В межах екорегіону зустрічається 55 видів ссавців та понад 180 видів птахів. Серед поширених в екорегіоні ссавців слід відзначити лісового бізона (Bison bison athabascae), західного лося (Alces alces andersoni), лісового карибу (Rangifer tarandus caribou), манітобського вапіті (Cervus canadensis manitobensis), білохвостого оленя (Odocoileus virginianus), американського зайця (Lepus americanus), флоридського кролика (Sylvilagus floridanus), червону вивірку (Tamiasciurus hudsonicus), канадського голкошерста (Erethizon dorsatum) та лісового бабака (Marmota monax). Серед хижих ссавців, що зустрічаються в регіоні, слід відзначити барибала (Ursus americanus), канадського вовка (Canis lupus occidentalis), койота (Canis latrans), звичайну лисицю (Vulpes vulpes), канадську рись (Lynx canadensis), ільку (Pekania pennanti), американську куницю (Martes americana), американського горностая (Mustela richardsonii), смугастого скунса (Mephitis mephitis), американського борсука (Taxidea taxus) та звичайного ракуна (Procyon lotor). На берегах річок поширені канадські бобри (Castor canadensis), канадські видри (Lontra canadensis), річкові візони (Neogale vison) та болотяні ондатри (Ondatra zibethicus). В межах екорегіону зареєстровані найпівнічніші випадки зимівлі кажанів у Північній Америці.
Серед поширених в екорегіоні птахів слід відзначити канадську дикушу (Canachites canadensis), американського орябка (Bonasa umbellus), манітобського тетерука (Tympanuchus phasianellus), американського яструба (Accipiter atricapillus), ширококрилого канюка (Buteo platypterus), бородату сову (Strix nebulosa), північну жовну (Dryocopus pileatus), королівського тирана (Tyrannus tyrannus), канадського волоочка (Troglodytes hiemalis), канадську гаїчку (Poecile hudsonicus), пурпурового трупіальця (Euphagus cyanocephalus), жовтобрового кіпаля (Hesperiphona vespertina) та жовтогузого пісняра-лісовика (Setophaga coronata). На водно-болотних угіддях регіону, таких як озера Камберленд і Доре в Саскачевані, та озера Колд і Прімроз на кордоні Саскачевану і Альберти, зустрічаються канадські журавлі (Antigone canadensis), полярні гагари (Gavia immer), ставкові мартини (Leucophaeus pipixcan), чорні крячки (Chlidonias niger) та рогодзьобі пелікани (Pelecanus erythrorynchos).

## Збереження
Близько 16,5 % площі екорегіону є заповідними територіями. Загалом близько половини лісів екорегіону є відносно незайманими, натомість друга половина була знищена внаслідок масштабних вирубок та розвитку нафтогазової промисловості. Природоохоронні території включають: Національний парк Принс-Альберт, Провінційний парк Дак-Маунтін, Провінційний парк річки Клірвотер, Провінційний парк Медоу-Лейк, Провінційний парк Нарроу-Гіллс в Саскачевані, а також Національний парк Райдінг-Маунтін та Провінційний парк Дак-Маунтін в Манітобі.